# Tatiana Averina
Tatiana Borisovna Averina (ryska: Татьяна Борисовна Аверина, gift Барабаш: Barasj), född den 25 juni 1950 i Gorkij, död 22 augusti 2001 i Moskva, var en sovjetisk skridskoåkare.
Averina blev olympisk guldmedaljör på 1 000 meter vid vinterspelen 1976 i Innsbruck.